# 原雀鯛
原雀鯛（學名：Pomacentrus proteus），是輻鰭魚綱鱸形目雀鯛科雀鯛屬的其中一種，分布於西印度洋斯里蘭卡海域，深度2至10公尺，體長可達10公分，棲息在淤泥沉積的珊瑚礁、礁石區，以浮游生物為食，繁殖期時成對出現，雄魚會守護卵直到孵化，生活習性不明。